# THE BLUE HEARTS (アルバム)
『THE BLUE HEARTS』（ザ・ブルー・ハーツ）は、THE BLUE HEARTSの1枚目のアルバムである。
オリジナルは1987年にアナログLP盤レコードとして発売。
2007年（平成19年）に、「アナログジャケット完全復刻!」として紙ジャケット仕様で年内限定発売（再発）された。その後2010年（平成22年）に、25周年企画の一環で、再び期間限定で再発が決まった。
2011年（平成23年）1月12日に、結成25周年記念として、長年リマスタリングされなかったメルダック時代のアルバム3作品（『THE BLUE HEARTS』、『YOUNG AND PRETTY』、『TRAIN-TRAIN』）がデジタルリマスタリングされ、発売された。

## 内容
セルフ・プロデュース、セルフタイトルの1枚目は、彼等のオリジナルアルバムの中で最も勢いがあり、収録時間が一番短い。また、収録されている曲の半分以上が後に発売されるベストアルバムに収録されている。ちなみに本作ではインディーズ時代のシングル曲である「人にやさしく」は収録されていない。

## 収録曲
| 全編曲: THE BLUE HEARTS。 |                        |            |       |
| #                         | タイトル               | 作詞・作曲 | 時間  |
| 1.                        | 「未来は僕等の手の中」 | 真島昌利   | 2:25  |
| 2.                        | 「終わらない歌」       | 真島昌利   | 3:03  |
| 3.                        | 「NO NO NO」           | 甲本ヒロト | 2:26  |
| 4.                        | 「パンク・ロック」     | 甲本ヒロト | 3:40  |
| 5.                        | 「街」                 | 甲本ヒロト | 3:18  |
| 6.                        | 「少年の詩」           | 甲本ヒロト | 2:40  |
| 7.                        | 「爆弾が落っこちる時」 | 真島昌利   | 2:06  |
| 8.                        | 「世界のまん中」       | 甲本ヒロト | 2:19  |
| 9.                        | 「裸の王様」           | 真島昌利   | 2:50  |
| 10.                       | 「ダンス・ナンバー」   | 真島昌利   | 1:27  |
| 11.                       | 「君のため」           | 真島昌利   | 4:18  |
| 12.                       | 「リンダリンダ」       | 甲本ヒロト | 3:21  |
| 合計時間:                 | 合計時間:              | 合計時間:  | 33:53 |

### 楽曲解説
1. 「未来は僕等の手の中」
デビュー前のライブでは後半の始まりに演奏されることが多かった曲で、このアルバムでもレコードでいうところのB面の1曲目（通算7曲目）に収録されるはずだったが、1曲目に予定していた「ブルーハーツのテーマ」が歌詞の問題により収録出来なくなり、代わりに1曲目に収録されることになる。中期～後期のライブ、イベントではよく1曲目に歌われた。イチローも、メジャーリーグの年間最多安打の新記録達成前の不振時に、試合前にずっと聞いていたという。TVアニメ『逆境無頼カイジ』で主人公カイジの声を担当した萩原聖人が主題歌として同曲をカバーした。
爆弾が落っこちる時とセットで歌われることが多い。
1985年12月24日（世界一のクリスマス）、都立家政スーパーロフトにて初披露（曲名はまだ付いていなかった）
JUST A BEAT SHOWに収録されているものは題名が「未来はぼくらの手の中」で、歌詞が間違っている。
2. 「終わらない歌」
歌の間奏部分の歌詞に、差別用語の『キチガイ扱いされた日々』という表現があるため、「キチガイ」は歌詞カードに記載されておらず、ボーカルもギター等の音で被せて聞こえづらくしている。『ヤンキー先生!義家弘介の夢は逃げていかない』（ニッポン放送）のテーマ曲。なお、2002年1月～3月にフジテレビ系列で放送された月9ドラマ「人にやさしく」の最終話では、挿入歌として使用された。2011年より、日本中央競馬会のCMソングとしても使用されている。
1988年から1989年頃のライブでは、曲の最後のサビを1回延長した形のバージョンで演奏されていた。
STICK OUTツアーではラストに歌われた。
1985年の8月～11月に初披露。
3. 「NO NO NO」
甲本の前バンド、ザ・コーツ時代（1983年に初披露?）からの楽曲。
4. 「パンク・ロック」
ライブでは「僕の好きな物は……」と紹介された。
解散後にインタビューで甲本がこの曲について「レコーディング時にアレンジで揉めて（メンバー同士で）大ゲンカをした。」と語っていた。
1985年8月～11月に初披露。
5. 「街」
1987年のドブネズミ・ツアーを最後に長く演奏されなかったが1994年6月18日の「凸凹ツアー特別編」と題された日比谷野音2daysの1日目「凸Night」にて実に6年半ぶりに演奏された。(「ブルーハーツが聴こえない」に一部収録)
1985年11月30日に初披露。同年12月24日に曲名を発表。
梶原が初めてレコーディングに参加した曲でもある。（それが、テレビ初登場となった。）
6. 「少年の詩」
甲本の前バンド、ザ・コーツ時代（1984年以前）からの楽曲。曲中の歌詞「それほど大切な言葉はなかった」は、レコード化に際して一部変更されたもので、ライブでの歌詞は「それほど大切な言葉じゃなかった」。「言葉はなかった」という言い回しだと、どちらの意味でも解釈できるからだと思われる。
7. 「爆弾が落っこちる時」
1986年1月～5月に初披露。
8. 「世界のまん中」
歌詞の問題により収録出来なくなった「ブルーハーツのテーマ」の代わりに収録されることになった曲
1988年12月23日 にCLUB CITTA'川崎で行われたX'MAS SPECIAL以降長く演奏されなかったが、日比谷野音2daysの1日目「凸Night」にて実に5年半ぶりに演奏された。(LIVE ALL SOLD OUT に収録されている。)
1987年1月～5月に初披露。
9. 「裸の王様」
1986年6月～10月に初披露。
10. 「ダンス・ナンバー」
ブルーハーツの曲の中では演奏時間が最も短いが、未発表曲「伝染病」もライブでの演奏時間が約1:28なので発表曲では最も短い。
真島がボーカルを務めている別アレンジもある（未発表）。
1985年6月～11月に初披露。
11. 「君のため」
歌詞の問題で収録出来なくなった「チェインギャング」の代りに収録されたアルバム唯一のバラード。間奏では台詞が入る。
2006年TBS系スペシャルドラマ 「僕たちの戦争」のエンディングテーマに起用される。
ヒロトの友人の結婚式のために作られた曲。
1985年4月～6月に初披露。
12. 「リンダリンダ」
THE BLUE HEARTSのメジャーデビュー曲。
シングルとは別テイク。主な違いは出だしにアコースティックが入る、ドラムの音と第3ギターが追加されていないなどがある。メンバーはシングル・バージョンを気に入っておらず、アマチュア時代からライブで演奏していたアレンジをこのアルバムに収録し、以後もライブではそのバージョンの方を演奏していた。
ライブでは「写真にもうつらない」を「写真にも、テレビにもうつらない」や「写真にも、衛星中継にもうつらない」と変えたりしたこともある。
また、「ドブネズミ みたいに、美しくなりたい、写真には 写らない、美しさがあるから」が「ドブネズミ みたいに、何よりもやさしい、ドブネズミ みたいに、何よりもあたたかく」と歌うこともあった。
alternativeバージョンがあり、シングル、アルバムに収録されているものより1つキーが高い。（未発表）
1985年4月～6月に初披露。

## 参加ミュージシャン
THE BLUE HEARTS
- 甲本ヒロト - ボーカル
- 真島昌利 - ギター
- 河口純之助 - ベース
- 梶原徹也 - ドラム